# Parafia Najświętszego Serca Pana Jezusa w Bytomiu
Parafia Najświętszego Serca Pana Jezusa w Bytomiu – parafia metropolii katowickiej, diecezji gliwickiej, dekanatu bytomskiego Kościoła katolickiego obrządku łacińskiego. Parafia powstała w 1928.